# تين أملس الثمار
تين أملس الثمار (الاسم العلمي:Ficus leiocarpa) هو نوع من النباتات يتبع جنس التين من الفصيلة التوتية.